# Diada castellera de colles campiones del concurs de castells
La Diada castellera de colles campiones del Concurs de Castells és una diada castellera que se celebra el primer cap de setmana de juny a la capital del Baix Penedès, el Vendrell. Hi participen, únicament, les colles castelleres que han estat campiones del Concurs de Castells de Tarragona en alguna ocasió.
La Diada castellera de colles campiones del Concurs de Castells va ser impulsada l'any 2023 per la colla castellera Nens del Vendrell. La primera edició es va celebrar l'1 de juny del 2024 al carrer del doctor Robert del Vendrell.

## Resultats

### 2024
Es va fer el 1r de juny de 2024.
- Nens del Vendrell: 3de8, 4de8, tde7, vano de pilars de 5.
- Castellers de Vilafranca: 3de9f, tde9fm, 4de9f, pde6.
- Colla Vella dels Xiquets de Valls: 3de9f, 4de9f(id), 5de8, 4de8p, pde7f.
- Colla Joves dels Xiquets de Valls: 4de8(c), 3de8, 2de7, pde6.